# Houdini le grand magicien
Pour plus de détails, voir Fiche technique et Distribution.
Houdini le grand magicien (Houdini, titre original) est un film américain réalisé par George Marshall sur le scénario de Philip Yordan d'après la biographie de Harold Kellock, sorti le 2 juillet 1953.

## Synopsis
Houdini est magicien dans une petite troupe foraine. Ayant rencontré une jeune étudiante dont il tombe amoureux, il en fait sa partenaire, devient très célèbre et défie la mort jour après jour, dans des numéros extraordinaires et dangereux.

## Fiche technique
- Titre : Houdini le grand magicien
- Titre original : Houdini
- Réalisation : George Marshall
- Scénario : Philip Yordan d'après la biographie Houdini : his life-story publiée en 1928 par  le scénariste Harold Kellock (1879-1953) et Wilhelmina Beatrice Rahner (1876-1943)., veuve d'Houdini.
- Production : George Pal et Frank Freeman Jr. (producteur associé)
- Société de production : Paramount Pictures
- Musique : Roy Webb
- Photographie : Ernest Laszlo
- Montage : George Tomasini
- Direction artistique : Albert Nozaki et Hal Pereira
- Décorateur de plateau : Sam Comer et Ray Moyer
- Costumes : Edith Head
- Effets visuels : Gordon Jennings
- Distribution : Paramount Pictures
- Langue : anglaise
- Pays de production : États-Unis
- Format : Couleur (Technicolor)
- Son : Mono (Western Electric Recording)
- Genre : Drame, biographique
- Durée : 106 minutes
- Dates de sortie : 
  - États-Unis : 2 juillet 1953
  - France : 5 novembre 1954

## Distribution
- Tony Curtis (VF : Hubert Noël) : Harry Houdini
- Janet Leigh (VF : Nelly Benedetti) : Bess Houdini
- Torin Thatcher (VF : Jean Mauclair) : Otto
- Angela Clarke (VF : Lita Recio) : Mme Houdini mère
- Stefan Schnabel (VF : Serge Nadaud) : Le procureur allemand
- Ian Wolfe (VF : Henry Valbel) : Fante
- Sig Ruman (VF : Alfred Argus) : Schultz
- Michael Pate (VF : Lucien Bryonne) : Dooley
- Connie Gilchrist : Mme Shultz
- Frank Orth (VF : Jean Toulout) : M. Hunter
- Barry Bernard (VF : Christian Argentin) : Inspecteur Marlick
- Douglas Spencer (VF : Georges Hubert) : Simms
- Peter Baldwin (VF : Gabriel Cattand) : Fred, le cavalier de Bess

Acteurs non crédités :
- Oliver Blake (VF : Henri Ebstein) : L'aboyeur de Coney Island
- Lewis Martin (VF : Jean Gournac) : Un éditeur
- Tudor Owen (VF : Pierre Morin) : Le forgeron
- Cliff Clark (VF : Claude Péran) : l'aboyeur de l'attraction

## Musique
La chanson à succès Moonlight Shadow de Mike Oldfield, titre sorti initialement en 1983 sur l'album Crises, ferait référence à ce film.